# كارلوس مانويل ألونسو
كارلوس مانويل غونكالفز ألونسو (بالبرتغالية: Carlos Manuel Gonçalves Alonso‏)، من مواليد 11 أكتوبر 1978 في لواندا في أنغولا، لاعب كرة قدم أنغولي.
بدأ مسيرته الكروية مع نادي باريريرنسي في عام 1998، ولعب معهم حتى عام 2001، وفي عام 2001 انتقل إلى نادي سانتا كلارا، ولعب معهم حتى عام 2005، وشارك معهم في 100 مباراة، وفي موسم 2005/2006 عاد إلى نادي باريريرنسي، ومنذ عام 2006 وهو يلعب مع نادي سيون السويسري.
منذ عام 2003 وهو يلعب مع منتخب أنغولا لكرة القدم.

## روابط خارجية
- كارلوس مانويل ألونسو على موقع الاتحاد الدولي (مؤرشف)  (الإنجليزية)
- كارلوس مانويل ألونسو على موقع قاعدة بيانات كرة القدم.إي يو (الإنجليزية)
- كارلوس مانويل ألونسو على موقع ناشيونال فوتبول تيمز (الإنجليزية)
- كارلوس مانويل ألونسو على موقع Soccerway.com (الإنجليزية)
- كارلوس مانويل ألونسو على موقع عالم كرة القدم.نت (الإنجليزية)